# War and Pain
War and Pain é o primeiro álbum de estúdio da banda canadense de thrash metal Voivod.

## Lista de faixas
Lado um
1. "Voivod" – 4:16
2. "Warriors of Ice" – 5:04
3. "Suck Your Bone" – 3:30
4. "Iron Gang" – 4:15
5. "War and Pain" – 4:55

Lado dois
1. "Blower" – 2:42
2. "Live for Violence" – 5:11
3. "Black City" – 5:08
4. "Nuclear War" – 7:01

## Integrantes
- Snake (Denis Bélanger) – vocais
- Piggy (Denis D'Amour) – guitarra
- Blacky (Jean-Yves Thériault) – baixo
- Away (Michel Langevin) – bateria